# 黃鰭喙鱸
黃鰭喙鱸，為輻鰭魚綱鱸形目鱸亞目鮨科的其中一種，分布於西大西洋區，從墨西哥灣至巴西聖保羅海域，棲息深度2-137公尺，體長可達100公分，成魚生活在珊瑚礁、岩礁區，稚魚生活在海草床，為底棲性魚類，屬肉食性，以魚類、烏賊等為食，可做為食用魚、遊釣魚及觀賞魚。